# Altheimer, Arkansas
Altheimer är en ort ("second-class city") i Jefferson County i delstaten Arkansas, USA belägen cirka 20 km nordost om Pine Bluff. Orten växte upp kring en järnvägsstation på Union Pacific Railroad anlagd i mitten av 1880-talet för transport av bomull från de omgivande plantagerna. Den uppkallades efter ortens grundare, bröderna Louis och Joseph Altheimer, inkorporerardes 1919 och fram till 1980 steg folkmängden från 450 till 1 231 personer, för att sedan åter falla.

## Kända personer från Altheimer
- Joshua Altheimer, bluespianist